# Euphranta nigroapicalis
Euphranta nigroapicalis är en tvåvingeart som beskrevs av Hardy 1983. Euphranta nigroapicalis ingår i släktet Euphranta och familjen borrflugor. Inga underarter finns listade i Catalogue of Life.